# Финансовое просвещение
Финансовое просвещение — пропаганда финансовой грамотности. Основная задача — информирование граждан о развитии экономики, бизнеса, финансовых рынков и целесообразном поведении в условиях нестабильности.
В результате финансового просвещения заинтересованы в том числе банки. Так на примере детей-сирот Глебов А. А. считает, что одним из ключевых факторов, способствующих их просвещению, это «волонтеры финансового просвещения», выполняющие роль опытных наставников. Положительным результатом их работы считается формирование представлений о бытовых аспектах самостоятельной жизни, минимизация риска обмана, повышение адаптации.
Государственные органы проявляют интерес к финансовому просвещению как к способу дальнейшего развития экономики и общества. Как и иные свои цели в данном случае государства разрабатывают национальные программы в области финансового просвещения, понимая под ним соответствующее образование и грамотность:
MyMoney.gov : США
understandingmoney.gov.au : Австралия
moneysmart.gov.au : Австралия
info-retraite.fr : Франция
fgramota.org : Россия
Во Франции с 2001 года проводились программы финансового обучения, и с 2003 года этот процесс стал урегулирован законом «О финансовой безопасности»; его реализация была поручена государственному органу «Регулятор финансовых рынков» (L’Autorité des marchés financiers — AMF).
В США с 2003 года этим занимается на общенациональном уровне Комиссия по финансовой грамотности и образованию (Financial Literacy and Education Commission — FLEC) а с 2008 года также Консультативный совет по финансовой грамотности при Президенте США.
В Канаде государственные программы финансового просвещения реализуются под руководством Финансового потребительского агентства Канады (Financial Consumer Agency of Canada — FCAC), а с 2008 года к нему присоединились Организация социального развития предпринимательства и инноваций (Social and Enterprise Development Innovations — SEDI).
В Великобритании с 2000 года вопросы финансового просвещение курирует Управление по финансовому регулированию и надзору (Financial Services Authority — FSA).
В Австрии национальная стратегия координируется Австралийская комиссия по ценным бумагам и инвестициям (Australian Securities & Investments Commission — ASIC).
В Новой Зеландии руководящую роль играет Комиссия по финансовым возможностям (The Commission for Financial Capability — CFFC), подчинённая т.н. «Пенсионому комиссару» и являющаяся автономным образованием монарха страны.
В России действует программа «Содействие повышению уровня финансовой грамотности населения и развитию финансового образования в Российской Федерации», подготовленная в Министерстве финансов.
Результаты работы в рамках национальной стратегии финансовой грамотности США, Австрии и Новой Зеландии послужили основой при последующем принятии Организация экономического сотрудничества и развития (ОЭСР) методики по оценке эффективности финансового образования и результативности мероприятий и программ в области личных финансов.
Одной из целей финансового просвещения является вовлечение сбережений населения в общеэкономический оборот. При этом в своей статье Черемисина Т. П. подтверждает выводы, сделанные в докладе Кузьминовым, Радаевым, Яковлевым и Ясиным в 2005 году, что «более сложные институты (финансовые, в первую очередь) требуют навыков пользования новыми институтами (и инструментами) и доверия к ним со стороны экономических агентов» а значит, финансовое просвещение населения без развития соответствующих общественных институтов обречено на мутацию представителей последний в «оппортунистических экономических агентов».
История финансового просвещения в России имеет специфический советский период. В СССР три-четыре поколения никогда не встречались в своей жизни с финансовыми инструментами, характерными для экономик с развитым институтом частной собственности. Имели ограниченное хождение аккредитивы и дорожные чеки. Вместо ипотеки 95-98 % населения обеспечивалось бесплатным жильём от государства, а 2-5 % — получали её от кооператива на условии беспроцентной рассрочки. Коренной перелом произошел в 1990-х годах с взрывным развитием кредитно-банковской системы, падением прежней системы обеспечения жильём, формирования института частной собственности, свободной конвертации валют.
Основной риск при организации пропаганды финансовой грамотности заключается в том, что если допустить к работе[какой?] финансовых дилетантов, если вместо финансовой грамотности будет происходить продвижение отдельных финансовых продуктов и вся деятельность превратится в бизнес, то результат[какой?] будет резко отрицательным.